# Rouble biélorusse (depuis 2016)
Pour les articles homonymes, voir Rouble biélorusse.
Le nouveau rouble biélorusse (en biélorusse новы беларускі рубель, novy belarouski roubiel', au génitif (partitif) pluriel новых рублёў, novykh roubliow ; en russe новый белорусский рубль, novy biélorousski roubl' ; code ISO 4217 BYN) est la monnaie officielle de la Biélorussie depuis le 1er juillet 2016,. Jusqu'au 31 décembre 2016, il circule en parallèle de l'ancien rouble.

## Nom
La monnaie garde le même nom qu'avant la réévaluation.

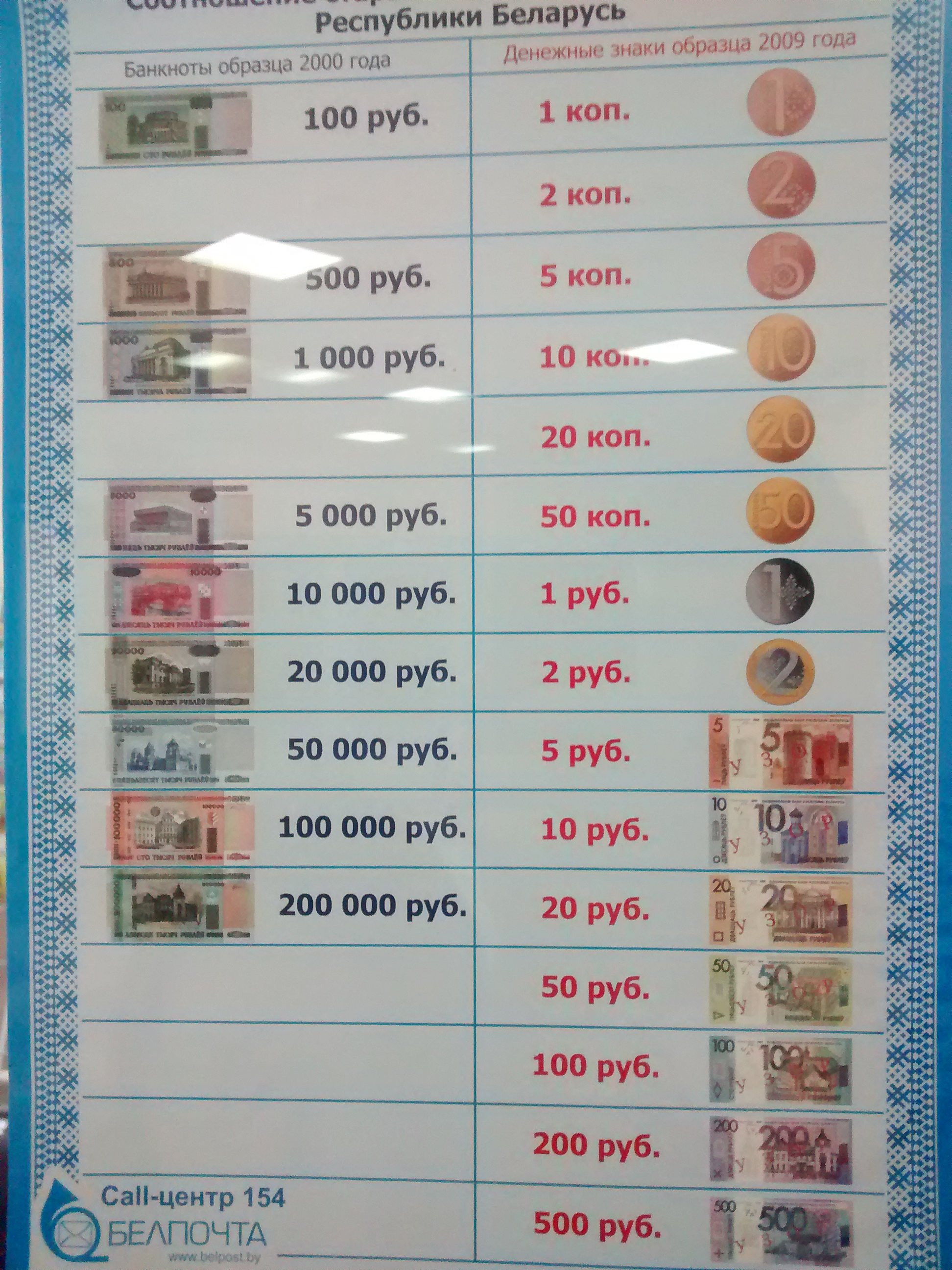
Comparatif entre les anciens et les nouveaux roubles de Biélorussie.

## Codes et symbole
Le 18 décembre 2015, l'agence responsable de la maintenance des « codes pour la représentation des monnaies et des fonds » publia l'amendement numéro 155 de la norme ISO 4217 afin de définir de nouveaux codes pour le rouble biélorusse réévalué. Le code alphabétique de la nouvelle monnaie est BYN, où BY est le code ISO 3166 de la République de Biélorussie et N est la première lettre du mot anglais new, « nouveau ». Le code numérique de la nouvelle monnaie est 933. Le symbole local reste Br, comme pour l'ancien rouble.

## Historique
Le 4 novembre 2015, le gouvernement biélorusse annonce la redénomination de la monnaie pour le 1er juillet 2016. 1 nouveau rouble vaut à présent 10 000 anciens roubles.

## Pièces et billets
Il existe des billets de sept valeurs différentes : 5, 10, 20, 50, 100, 200 et 500 roubles. Circulent également des pièces de huit valeurs différentes : 1, 2, 5, 10, 20 et 50 kapieïkas, 1 et 2 roubles.

### Pièces
En 2016, la Biélorussie émet des pièces pour la première fois dans l'histoire du rouble biélorusse, du fait de la redénomination. La Slovaquie a proposé de frapper les pièces et a fourni des prototypes. Les pièces d'une valeur allant jusqu'à 5 kapeïkas sont en acier et cuivre, celles de 10, 20 et 50 kapeïkas sont en acier, cuivre et laiton, et celles de 1 et 2 roubles sont en acier, laiton et nickel. Toutes les pièces montrent l'emblème national de la Biélorussie, l'inscription « БЕЛАРУСЬ » (« Biélarous' », c'est-à-dire « Biélorussie » en biélorusse) et leur année de frappe sur leur avers. Le revers indique la valeur de la pièce ainsi que divers ornements ayant leur propre signification.

### Billets
Les billets sont imprimés par De La Rue, entreprise britannique de fabrication de billets, d'impression de sécurité, de fabrication de papier et de système de manipulation de billets. Quant aux pièces de monnaie, celles-ci ont été frappées à la fois par la Monnaie lituanienne et la Monnaie de Kremnica (en) (Slovaquie). Les billets ainsi que les pièces sont prêts depuis 2009, mais la crise financière empêcha alors leur mise en circulation immédiate, ce qui provoqua finalement un retard de 7 ans, contraint par la nécessité d'une inflation plus faible.